# Río Arnoia
El río Arnoia, o Arnóia, es un río del oeste de la península ibérica que discurre por el distrito de Leiría, en Portugal. 

## Curso
El Arnoia nace en la sierra de Todo o Mundo y, tras recibir las aguas del río Real, desemboca en la laguna de Óbidos. En su recorrido de unos 30 km, pasa por A-dos-Francos, A-dos-Negros y Óbidos. El río Arnóia fue en su cauce objeto de la construcción de una presa con fines agrícolas con el correspondiente plan de riego; el embalse de Óbidos.